# IMAM Ro.44
L'IMAM Ro.44 è stato un idrocaccia a galleggiante centrale biplano prodotto dall'azienda italiana Industrie Meccaniche Aeronautiche Meridionali (IMAM) negli anni trenta.
In organico alla Regia Aeronautica venne utilizzato come caccia imbarcato nelle unità maggiori della Regia Marina tra il tardo periodo interbellico e la seconda guerra mondiale.

## Storia
Il ruolo dell'idrocaccia, benché rappresentasse un valido elemento negli scontri aerei durante la prima guerra mondiale, perse progressivamente importanza a causa dello sviluppo tecnologico dell'industria aeronautica, che favoriva i modelli terrestri non essendo vincolati, nella loro struttura, da elementi atti a garantirne il galleggiamento, appesantendone la struttura ed aumentandone l'area frontale del velivolo, e che potevano contare su raggi d'azione sempre più elevati. Dopo l'istituzione della Regia Aeronautica il ministero competente ritenne di limitarne l'uso concentrandosi sulle unità terrestri tanto che nel 1931 sopravviveva solamente l'88º Gruppo Autonomo Caccia Marittima basato a Vigna di Valle ed equipaggiato con Fiat C.R.20 I e Macchi M.41bis.
Nei primi anni trenta la Regia Marina emise una specifica per la fornitura di un idroricognitore catapultabile da fornire come equipaggiamento alle sue unità maggiori. Il concorso decreterà vincitrice la IMAM con il progetto di Giovanni Galasso, il Ro.43, che entrerà in servizio nel 1935. Il modello risultava possedere prestazioni ben superiori ai modelli assegnati ai reparti di idrocaccia per cui, su iniziativa privata, la IMAM e Galasso iniziarono lo sviluppo di un nuovo modello basato sul Ro.43 da proporre per la loro sostituzione.

### Sviluppo
Galasso lasciò quasi inalterato il progetto originale, modificando la fusoliera, rimuovendo il secondo posto, le finestrature non più necessarie e ridisegnandone il dorso, l'impennaggio, adottando un elemento verticale dalla superficie ridotta, rinunciando all'impianto radio ed adottando un nuovo armamento basato su una coppia di mitragliatrici calibro 12,7 mm in caccia.
Il prototipo venne portato in volo per la prima volta nell'ottobre 1936 dal pilota collaudatore dell'azienda Nicolò Lana. Le prove in volo determinarono buone caratteristiche di manovrabilità ma benché possedesse prestazioni superiori a quella del modello da cui derivava, la velocità massima raggiungibile si rivelò comunque di 60 km/h inferiore rispetto a quella del Fiat C.R.32 che costituiva il modello su cui si basavano i reparti di caccia terrestre. Ciò nonostante esistevano dei vantaggi: la notevole quantità di parti comuni con il Ro.43 facilitava la manutenzione, riducendo il costo complessivo per la gestione del velivolo, inoltre, avendo prestazioni e motorizzazione simili, la versione bicomando del Ro.43 poteva essere utilizzata per la formazione dei suoi piloti.
Avendo il Ministero dell'aeronautica deciso comunque di mantenere la specialità della caccia marittima, pur mantenendo solamente le 4 squadriglie allora esistenti, emise un contratto di fornitura per 51 esemplari per rimpiazzare totalmente i modelli ancora in servizio nell'88º Gruppo, declassando i precedentemente citati Fiat C.R.20 I e Macchi M.41bis, assieme ai CANT 25 al ruolo di aereo da addestramento ed assegnandoli alle scuole di volo. In seguito però l'ordine venne ridotto a soli 35 velivoli da consegnare in due lotti, il primo da 30 seguito da un secondo da 5, e la produzione iniziò a partire dal febbraio 1937.

### Impiego operativo
Fu impiegato, nelle operazioni per la conquista di Creta durante la seconda guerra mondiale, per azioni di mitragliamento a terra. Fu radiato poco tempo dopo e destinato ad addestratore per le scuole idrovolanti della Regia Aeronautica.

## Descrizione tecnica
Il Ro.44 era un velivolo dall'aspetto convenzionale, sviluppo del ricognitore Ro.43, del quale manteneva la maggior parte della cellula e le caratteristiche salienti; monomotore biplano realizzato in tecnica mista.
La fusoliera era realizzata con struttura tubolare in acciaio al cromo-molibdeno saldati e ricoperta, nella parte superiore ed in prossimità del motore, in cappottine in duralluminio smontabili ed altrove in tela verniciata. Era caratterizzata inoltre da una cabina di pilotaggio aperta protetta da un parabrezza. Posteriormente terminava in un impennaggio classico realizzato con struttura in tubi d'acciaio e ricoperto in tela trattata, monoderiva e dotato di piani orizzontali controventati in tubi d'acciaio, questi ultimi con incidenza regolabile in volo.
La configurazione alare conservava lo schema biplano-sesquiplano introducendo una doppia ala di gabbiano simile a quella adottata dal Ro.41, entrambe realizzate con struttura bilongherone in tubi di duralluminio e centine in legno. L'ala superiore, posizionata alta sulla fusoliera, permetteva, grazie allo svaso tipico della configurazione ad ala di gabbiano, una buona capacità visiva sia anteriore che verso l'alto ed era collegata all'inferiore, montata bassa e con configurazione ad ala di gabbiano rovesciata, tramite una coppia di montanti integrati che consisteva in diagonali, tiranti in cavetto d'acciaio e da una struttura di rinforzo che li collegava alla fusoliera nei pressi delle radici alari. Per permettere di ricoverare gli aerei sulle navi, le ali del Ro.44 erano incernierate nella parte posteriore così da poterle ripiegare all'indietro.
La capacità di flottaggio e di ammaraggio era assicurata da un grande galleggiante centrale realizzato in legno rivestito in compensato, collegato alla parte inferiore della fusoliera da un castello tubolare in acciaio, integrato da due più piccoli galleggianti equilibratori posizionati sulla superficie inferiore l'ala più bassa.
La propulsione era affidata ad un motore Piaggio P.X, un radiale 9 cilindri posizionati su un'unica stella e raffreddato ad aria, posizionato all'apice anteriore della fusoliera racchiuso in una cappottatura NACA, in grado di erogare una potenza pari a 700 CV (515 kW) ed abbinato ad un'elica tripala.
L'armamento consisteva in una coppia di mitragliatrici Breda-SAFAT calibro 12,7 mm fisse, posizionate in caccia sulla parte anteriore della fusoliera davanti al pilota, integrate da un collimatore a cannocchiale e sparanti attraverso il disco dell'elica.

## Utilizzatori
Italia
- Regia Aeronautica

i velivoli erano in carico alla Regia Aeronautica anche se operavano in unità della Regia Marina.